# 拉尼卢格市镇
拉尼卢格市镇（羅馬化：Opština Ranilug），是科索沃格尼拉內區的一个市镇，行政中心为拉尼盧格村。除了拉尼卢格村之外，市镇还包括其他12个村庄。市镇总面积为78平方公里，人口数量为3,232人（2011年）。
根据2013年布魯塞爾協定，该市镇为塞尔维亚族市镇共同体的一部分，但该协定被认定为违宪而从未执行过。

## 历史
2010年之前该地为卡梅尼察市镇的一部分。2010年1月5日设立为新的市镇。尽管新市镇居民主要由塞族组成，但由于塞尔维亚政府不承认科索沃共和国，所以也不承认此行政区划变革。
在科索沃政府和塞尔维亚政府签订2013年布魯塞爾協定之后，塞尔维亚承认这些市镇变革及科索沃政府的管理权，并同意成立在科索沃法律框架下运行的塞尔维亚族市镇共同体。但协议的这个部分被科索沃宪法法院裁定为违宪，因此该协定不能执行。

## 经济
拉尼卢格市镇的经济主要基于小型企业、乳业和农业。

## 公众服务
市镇内有一个保健中心及八个保健屋。2011年设立了新的警察局，共有22名警官。
市镇内有一所幼儿园、两所小学和两所中学。